# Christian Gienapp
Christian Gienapp (* 25. August 1949 in Gnoien) ist ein deutscher Agrarwissenschaftler und Politiker (CDU).

## Leben
Gienapp legte das Abitur ab und studierte an der Agrarwissenschaftlichen Fakultät der Universität Rostock und an der Sektion Biologie der Humboldt-Universität Berlin. Sein Diplom legte er im Bereich Pflanzenphysiologie ab. Daraufhin war er Assistent an der Humboldt-Universität. Auf seine Promotion in Berlin 1976 folgte der Aufstieg zum wissenschaftlichen Oberassistenten am Institut für Pflanzenzüchtung in Gülzow, das eine Einrichtung der Akademie der Landwirtschaftswissenschaften der DDR war.
Gienapp leitete in den Achtzigerjahren die Pflanzenschutzstelle im Kreis Güstrow und die Bezirksarbeitsgruppe Schwerin-Rostock der Zentralstelle für Sortenwesen. 1991 wurde er Beauftragter der Landesregierung Mecklenburg-Vorpommern für die Bildung der Landesforschungsanstalt für Landwirtschaft und Fischerei Mecklenburg-Vorpommern. 1992 wurde er dort amtierender Direktor, ein Jahr später Direktor und Professor der Landesforschungsanstalt, ferner Leiter des Institutes für Acker- und Pflanzenbau beauftragt.

## Politik
Gienapp trat 1976 der DDR-Blockpartei CDU bei. Er wurde 1990 im Wahlkreis Güstrow I direkt in den Landtag von Mecklenburg-Vorpommern gewählt, dem er bis 1992 angehörte, ehe er die Aufgaben an der Landesforschungsanstalt annahm. Ferner war er von 1990 bis 1994 Präsident des Güstrower Kreistags und von 1990 bis 2004 ehrenamtlicher Bürgermeister von Gülzow.
Gienapp ist seit 1972 verheiratet, Vater einer Tochter und eines Sohns.

## Schriften
- Die historische Entwicklung der Produktionstechnik bei Winterraps in Deutschland. VWM Verlag, 2003.